# شادون-نورانته
شادون-نورانته (به فرانسوی: Chaudon-Norante) یک کمون (فرانسه) در فرانسه است که در canton of Barrême واقع شده‌است. شادون-نورانته ۳۷٫۴۸ کیلومتر مربع مساحت دارد ۶۶۶ متر بالاتر از سطح دریا واقع شده‌است.